# Serenolumnus
Serenolumnus is een geslacht van kreeftachtigen uit de klasse van de Malacostraca (hogere kreeftachtigen).

## Soort
- Serenolumnus kasijani (Serène, 1969)